# 361
El 361 (CCCLXI) fou un any comú començat en dilluns del calendari julià.

## Esdeveniments
- Julià l'Apòstata es converteix en emperador romà únic després de la mort de Constanci II.[1]